# Goniopsara mystica
Goniopsara mystica är en insektsart som först beskrevs av Melichar 1899.  Goniopsara mystica ingår i släktet Goniopsara och familjen Nogodinidae. Inga underarter finns listade i Catalogue of Life.